# Битка код језера Вадимо
Битка код језера Вадимо вођена је 283. п. н. е. између римских снага под конзулом Публијем Корнелијем Долабелом са једне, и савезничке војске Етрураца и галског племена Боји са друге. Битка је завршила римском победом и успостављањем хегемоније над северним делом средишње Италије.

## Битка
Антички извори су нејасни у каквој је вези била ова битка с битком код Арецијума у којој је претходне године Бритомарис, поглавица галског племена Сенонаца уништило римску војску под Метелом Дентером. Константин Порфирогенит описује како је конзул Долабела у знак одмазде опустошио земљу Сенонаца, жене и децу одвео у робље и побио све мушкарце, те да су преостали Сенонци погинули или били заробљени борећи се као најамници против Римљана, при чему је Бритомарис заробљен. Није јасно да ли се тај догађај односи на битку код језера Вадимо.